# 암사슴 (1983년 영화)
"암사슴"은 1983년에 개봉한 대한민국의 영화이다.

## 캐스팅
- 안소영
- 남궁원
- 신영일
- 오도규